# ديف لامونت
ديف لامونت (بالإنجليزية: Dave Lamont)‏ هو لاعب كرة قدم بريطاني في مركز الوسط، ولد في 2 أبريل 1949 في غلاسكو في المملكة المتحدة. لعب مع كولتشستر يونايتد.